# Maladera paris
Maladera paris är en skalbaggsart som beskrevs av Ahrens 2004. Maladera paris ingår i släktet Maladera och familjen Melolonthidae. Inga underarter finns listade i Catalogue of Life.